# الرسم بالألوان المائية

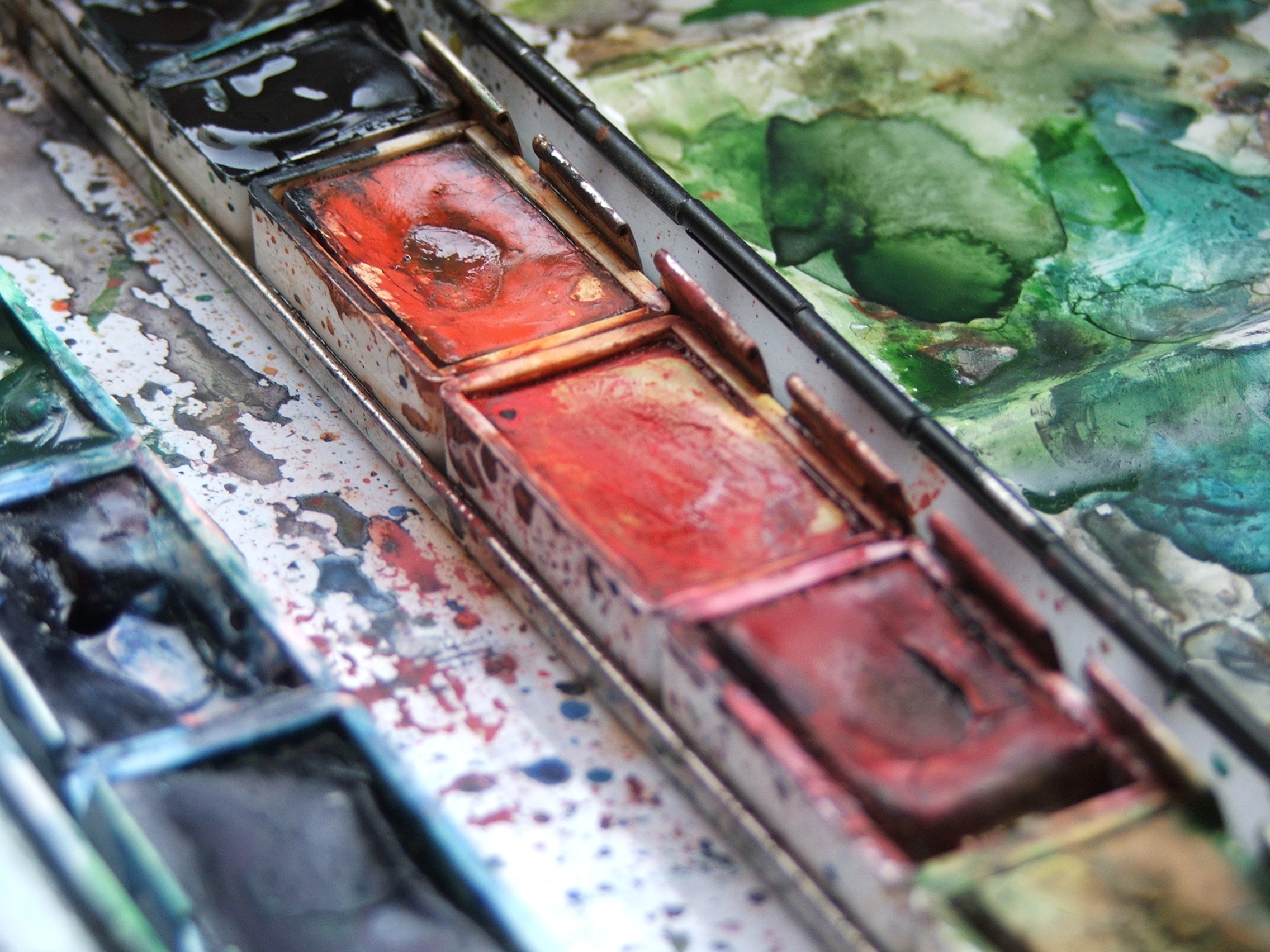
ألوان مائية

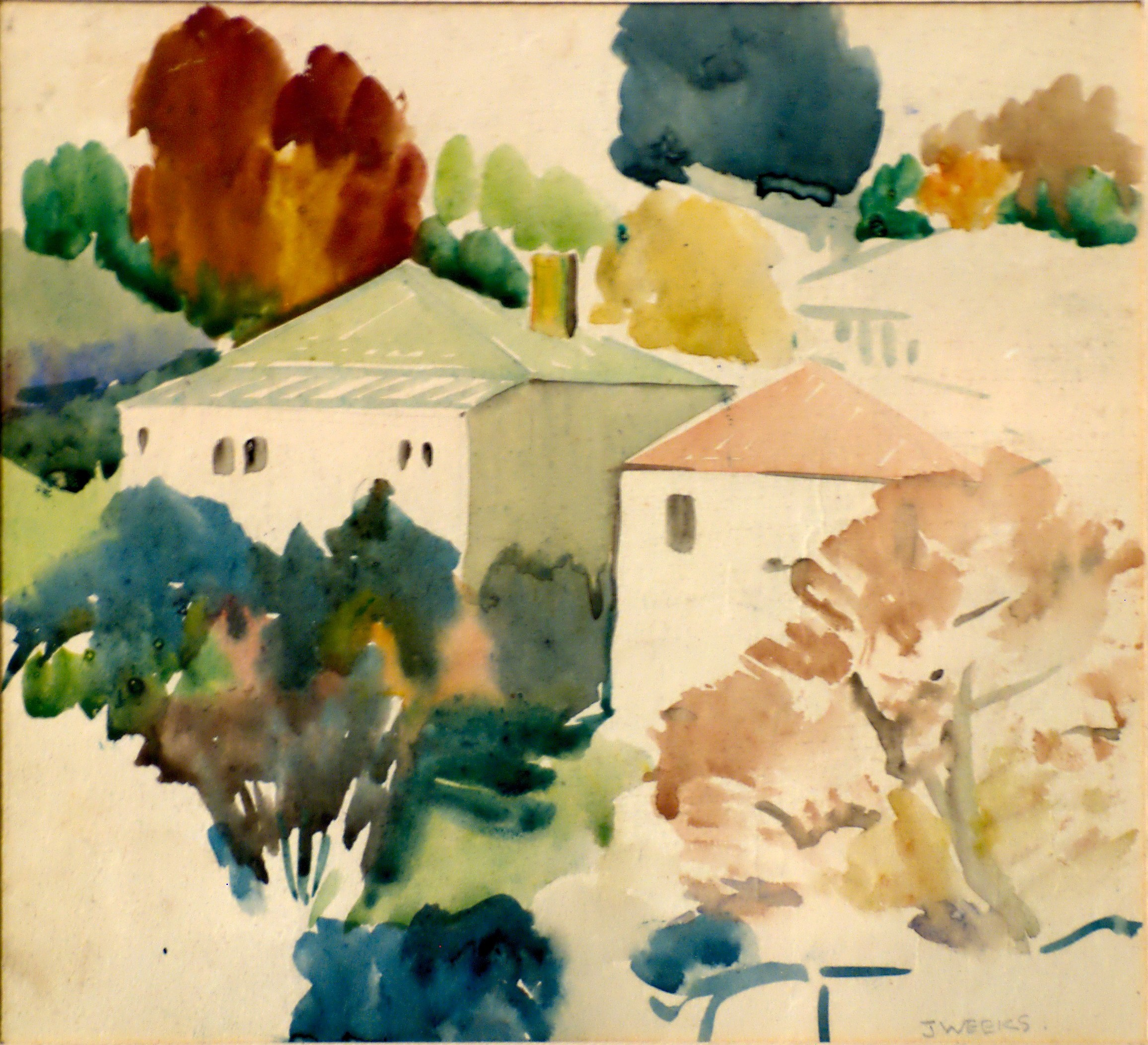
لوحة بالألوان المائية

الالوان المائية هي عبارة عن مساحيق الوان مسحوقة مع غراء عربى والذي يمكن الحصول عليه من أشجار السنط وتصب في انابيب لون أو اقراص توضع في لوحة ألوان خاصة. أو أي شيء موجود مثل علبة فارغة من البيت أو غير ذلك

## من أهم مميزات الالوان المائية
تعطى درجة من الشفافية العالية ولها تأثير قوى على المشاهد وذلك لدرجة النقاء والانسجام والتاثير الخلاب للالوان المائية والدرجات اللونية المتدرجة والفاتحة وخصوصا الأبيض وهذا غير متوفر في الألوان الزيتية.

## الاسطح المناسبة للالوان المائية
الورق المقوى من الاسطح الأساسية التي يرسم عليهاوذلك لرخص ثمنه وسهولة نقله.

## كيف تحفظ اللوحة المرسومة بالالوان المائية
تحفظ داخل برواز وعلى اللوحة زجاج كى يحفظ اللوحة من عوامل التلف كالماء والاتربة.

## أنظر أيضا
- تقنيات الرسم بالآكريليك
- تاريخ الرسم
- لوحة غسيل الحبر
- رسم زيتي